# Альбедометр

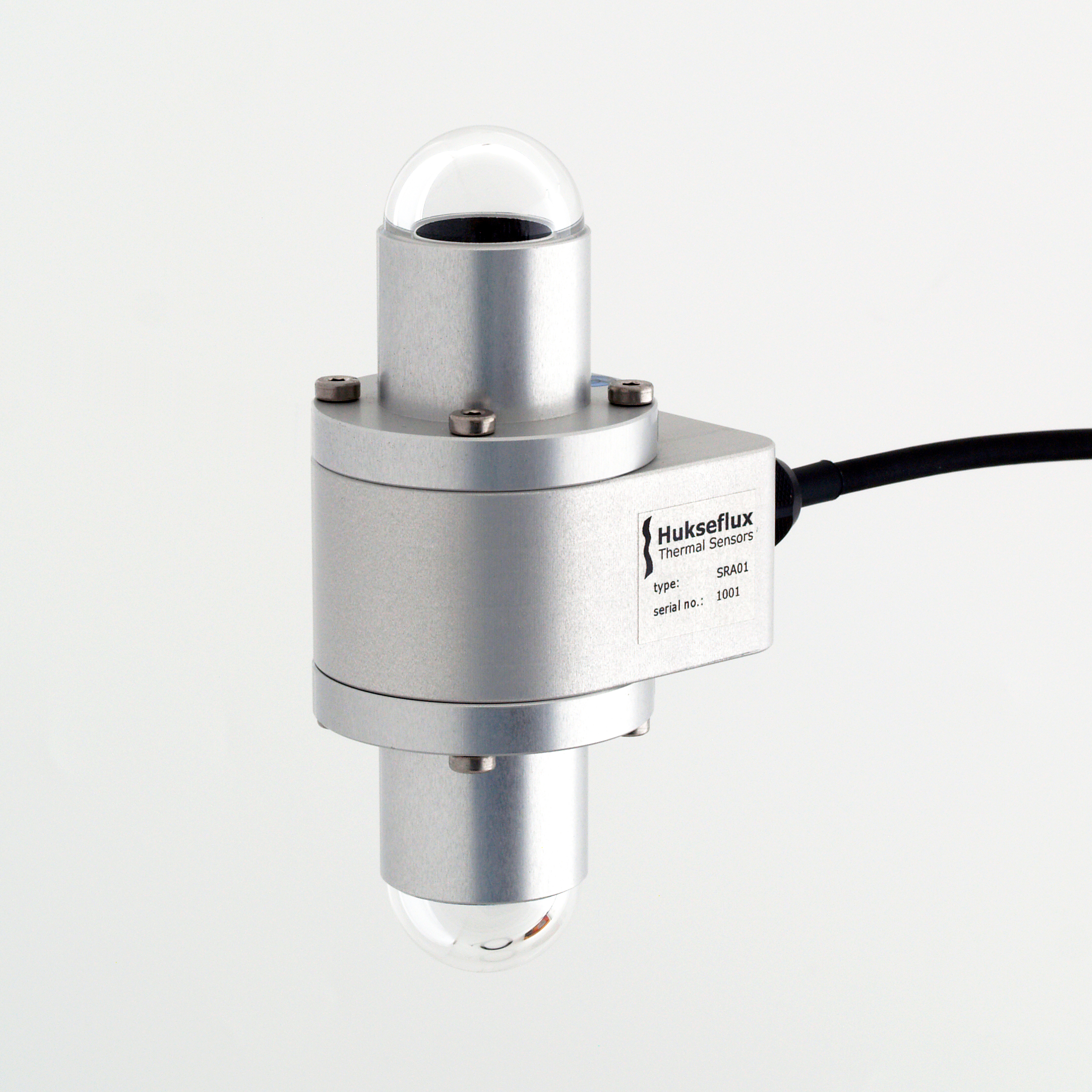
Немецкий альбедометр Hukseflux SRA01

Альбедо́метр (лат. albus — «белый» + др.-греч. μετρέω — «измеряю») — фотометрический прибор для определения плоского альбедо, называемого также истинным или, по имени основоположника фотометрии — ламбертовым.

## Общие сведения
Для вычисления диффузной отражательной способности поверхности, то есть отношения светового потока, рассеянного плоским элементом поверхности, к потоку, падающему на этот элемент, необходимо отдельно измерить два этих световых потока. Технически такое возможно, используя либо один измеритель светового потока — пиранометр, разворачивая его на 180⁰ для двух необходимых измерений, либо моноблок, состоящий из двух пиранометров измеряющих световой поток сразу в двух противоположных направлениях. Такой моноблок и называют альбедометром.
При измерениях один приёмник моноблока направляют на изучаемую поверхность, и он воспринимает рассеянный ею световой поток. Второй приёмник, обращённый в противоположную сторону, регистрирует поток, освещающий эту поверхность.
Часто применение альбедометра требует горизонтального нивелирования. Для этих случаев прибор снабжают пузырьковым уровнем.

## Схемы работы альбедометра
На практике используют две схемы включения приёмников альбедометра:
1. При вычислении альбедо. Измерение осуществляется каждым датчиком отдельно, а затем вычисляется значение отношения этих измерений.
2. При измерении суммарного излучения. Измерение проводят двумя датчиками, включёнными параллельно.

## Область применения
Альбедометры используются для общих метеорологических наблюдений, исследований климата, изучения отражений поверхностей, например, в строительстве и т. п.
Наиболее типичное применение — наружнее измерение солнечного излучения на метеорологических станциях.